# Chimaltenango megye
Chimaltenango Guatemala egyik megyéje. Az ország középső részétől kissé délre terül el. Székhelye Chimaltenango.

## Földrajz
Az ország középső részétől délre elterülő megye északon Quiché, keleten Guatemala és Sacatepéquez, délen Escuintla, délnyugaton Suchitepéquez, nyugaton pedig Sololá megyével határos. Escuintla és Sacatepéquez megyékkel alkotott hármashatárán emelkedik a Fuego nevű aktív tűzhányó, tőle északra pedig, a megye területén a szunnyadó Acatenango.

## Népesség
Ahogy egész Guatemalában, a népesség növekedése Chimaltenango megyében is gyors. A változásokat szemlélteti az alábbi táblázat:
| Év             | Lakosság |
| -------------- | -------- |
| 1981           | 230 059  |
| 1994           | 314 813  |
| 2002           | 446 133  |
| 2014 (becsült) | 666 938  |

### Nyelvek
2011-ben a lakosság 76,0%-a beszélte a kakcsikel és 1,8%-a a kicse nyelvet.

## Képek

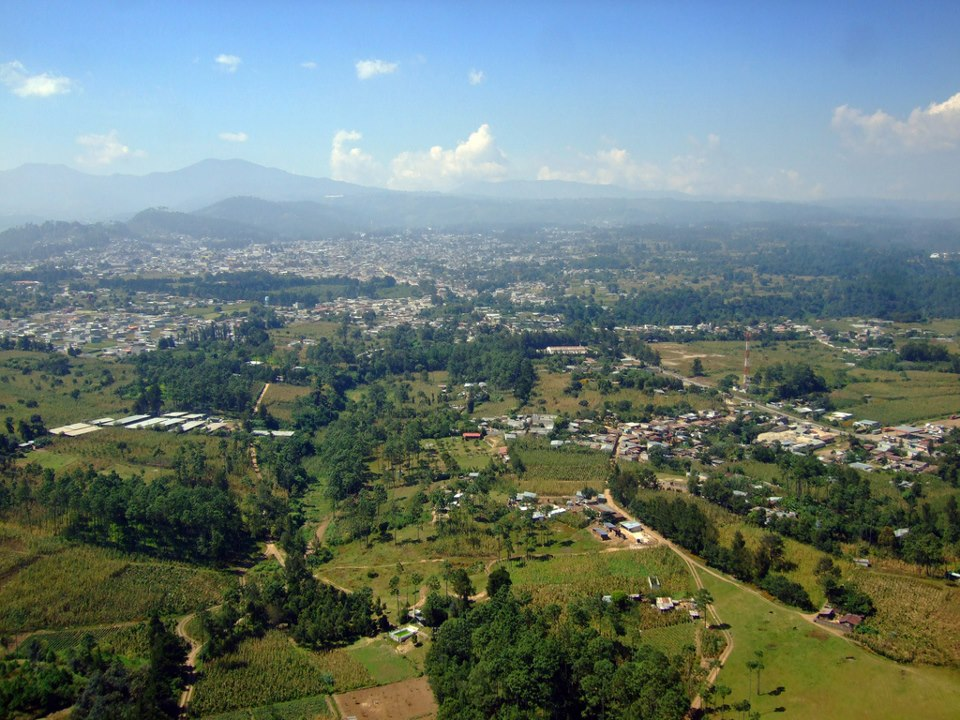
Chimaltenango városa
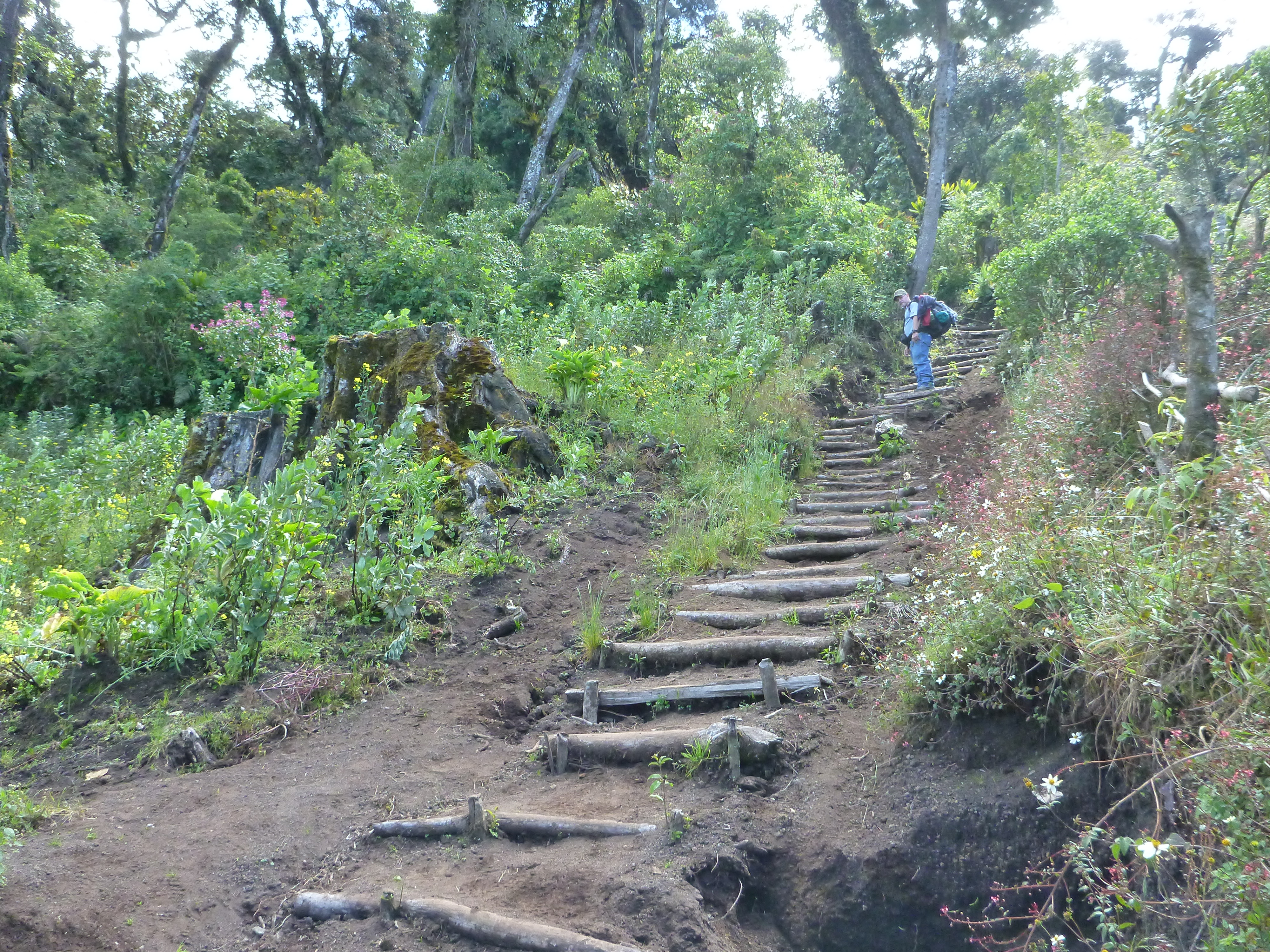
Tájkép
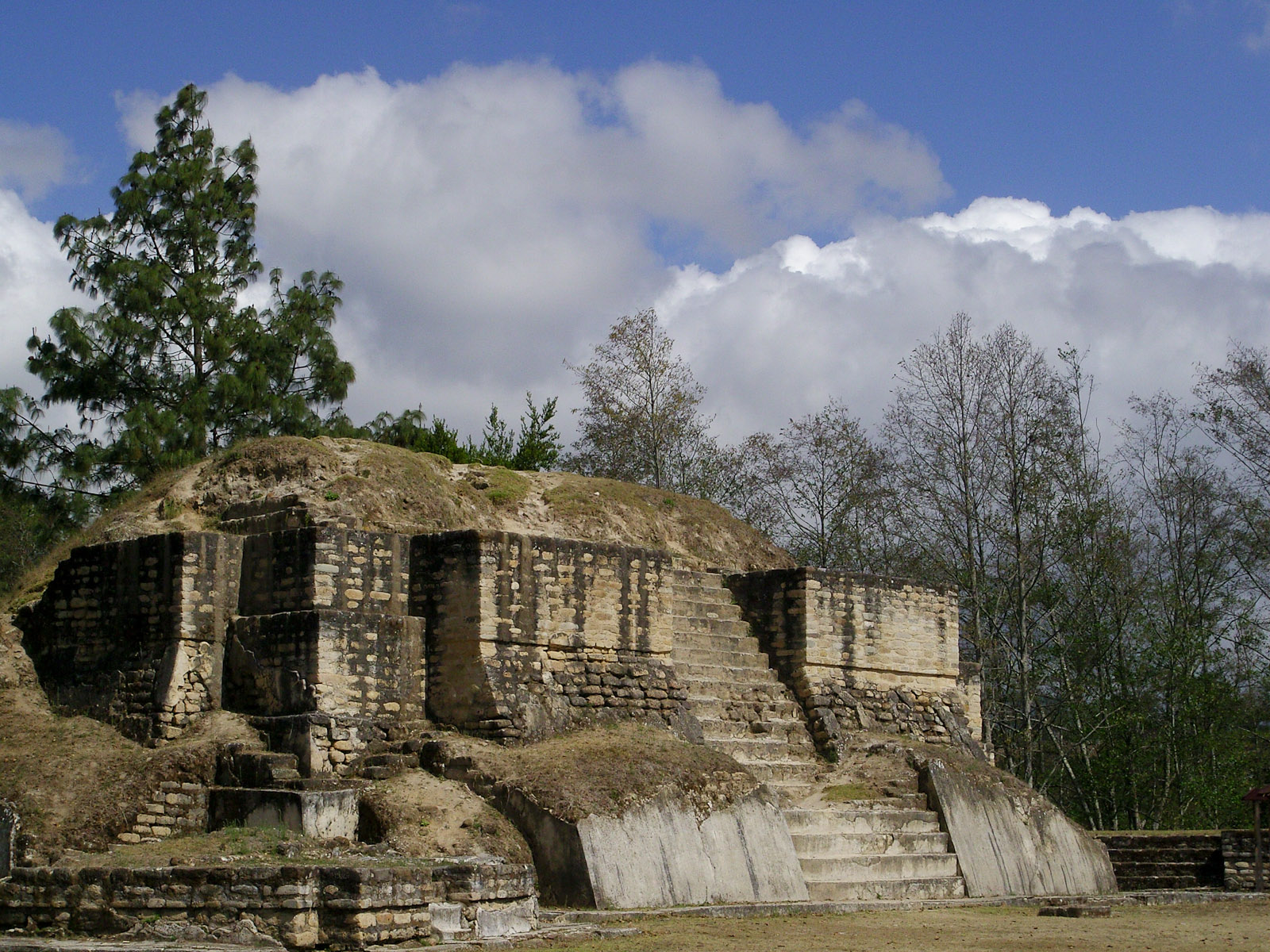
Iximché maja régészeti lelőhely
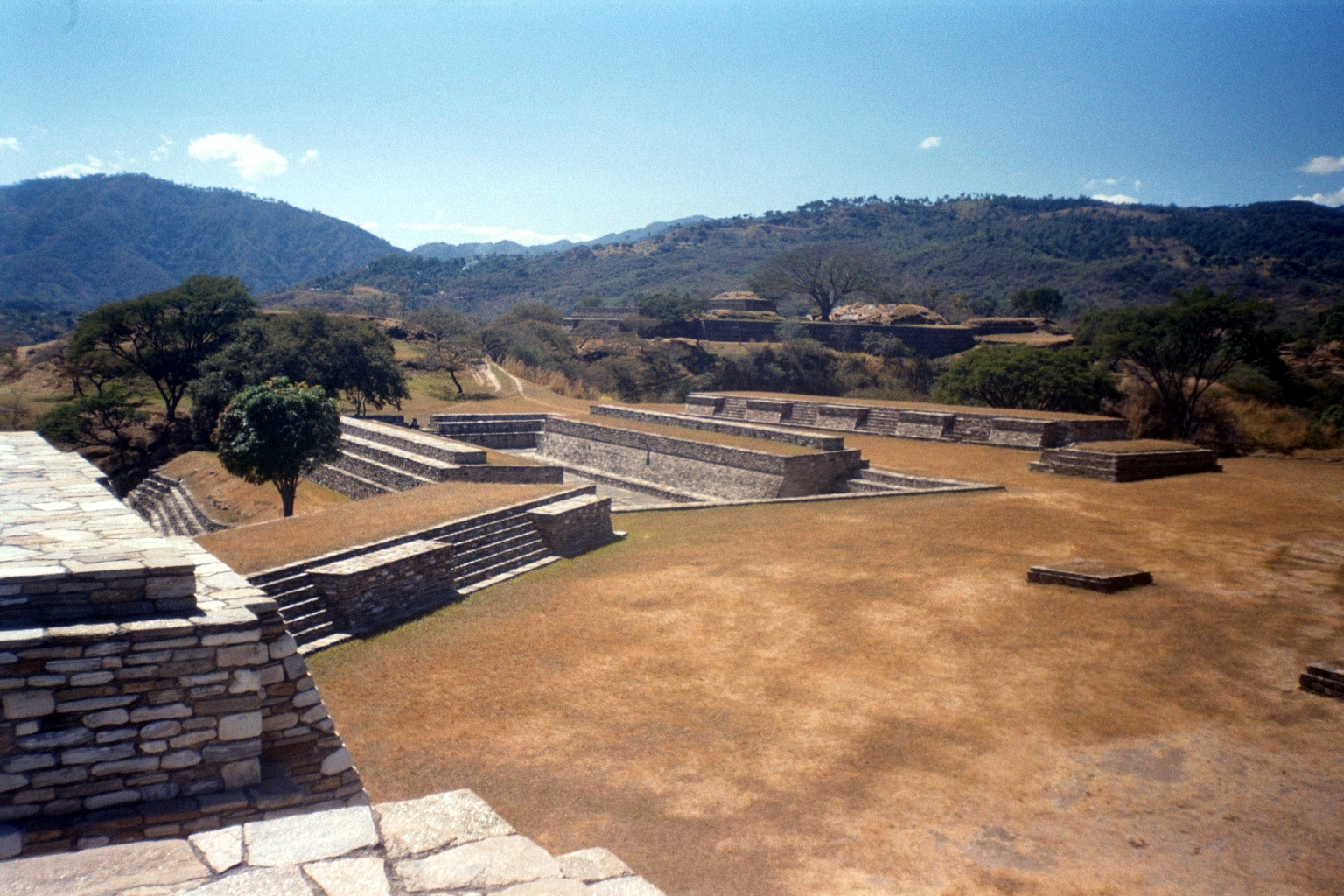
Mixco Viejo maja régészeti lelőhely